# Place Anatole-France (Toulouse)
Rue du Doyen-Gabriel-Marty
Pour les articles homonymes, voir Place Anatole-France.
La place Anatole-France (en occitan : plaça Anatole France) est une voie de Toulouse, chef-lieu de la région Occitanie, dans le Midi de la France. Le côté nord est désigné comme la rue du Doyen-Gabriel-Marty (en occitan : carrièra del Decan Gabrièl Martin).

## Situation et accès

### Description
La place Anatole-France et la rue du Doyen-Gabriel-Marty sont deux voies publiques. Elles se situent dans le quartier Arnaud-Bernard.
Elle est de forme triangulaire et sa superficie est de 2 800 m2.

### Voies rencontrées
La place Anatole-France et la rue du Doyen-Gabriel-Marty rencontrent les voies suivantes, dans l'ordre des numéros croissants :
1. Rue Valade
2. Rue des Puits-Creusés (g)
3. Rue Antoine-Deville (d)

### Transports
La place Anatole-France est traversée et desservie directement par la navette Ville. Les stations de métro les plus proches sont, au sud, la station Capitole, sur la ligne de métro , et, au nord, la station Compans-Caffarelli, sur la ligne de métro . Près de cette dernière se trouvent également les arrêts de la navette Aéroport, ainsi que des lignes de Linéo L1L14 et de bus 4563.
Il existe une station de vélos en libre-service VélôToulouse : la station no 30 (40 place Anatole-France).

## Odonymie

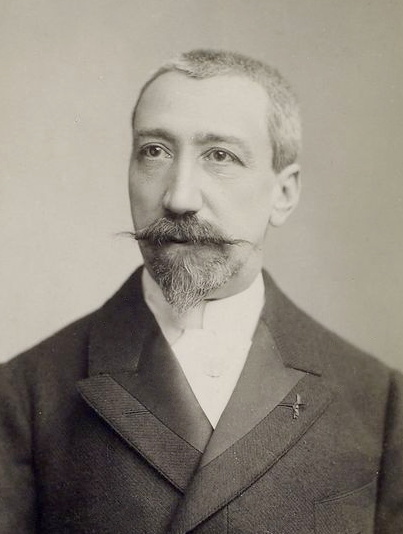
Portrait d'Anatole France par Wilhelm Benque (collection Tucker, New York Public Library).

La place était connue au XVe siècle comme le carrefour de Bruguières : c'est le quadrivium Brugueriis, Bruguariis en latin médiéval ou même d'En Brugueras en occitan médiéval : ce nom se rapporte à un personnage important (en, « seigneur » en occitan médiéval) de la famille Bruguières qui y avait probablement sa maison. Au siècle suivant, elle devint la place des Études à cause de la proximité des écoles de l'université (emplacement de l'actuel no 2 rue Albert-Lautman) et de plusieurs collèges, dont le collège de Narbonne (emplacement de l'actuel no 12 rue Antoine-Deville). Ce nom s'effaça au XVIIe siècle au profit des capucins dont le couvent s'ouvrait au nord de la place (emplacement de l'actuelle université Toulouse-Capitole, site de l'Arsenal, no 2 rue du Doyen-Gabriel-Marty). En 1794, pendant la Révolution française, la place fut, comme la rue Valade, nommée en l'honneur de de William Penn, quaker anglais qui avait obtenu du roi d'Angleterre Charles II un territoire américain, la Pennsylvanie, dont il avait fait une colonie modèle. En 1806, on finit par désigner la place comme la  place de l'École-d'Artillerie, car celle-ci occupait désormais l'ancien couvent des Capucins, à la suite de la dissolution des ordres religieux en 1790.
C'est finalement en 1945 qu'on attribua à la place le nom d'Anatole France (1844-1925). Écrivain, il rencontra un grand succès à la fin du XXe siècle. Il reçut le prix Nobel de littérature en 1921. En 1939, la municipalité d'Antoine Ellen-Prévot avait donné son nom au chemin de ronde des Minimes (actuel boulevard Silvio-Trentin) : mais en 1945, il fut remplacé par Silvio Trentin... Anatole France étant quant à lui déplacé face à l'université à son emplacement actuel.
Le 14 octobre 2005, le conseil municipal décide, à l'occasion du centenaire de sa naissance, de donner le nom de Gabriel Marty (1905-1973) au côté nord de la place qui longe l'université Toulouse-Capitole. Il avait été avocat et bâtonnier de l'ordre, mais aussi professeur, puis doyen de la faculté de droit, puis premier président de la nouvelle université des Sciences sociales (actuelle université Toulouse-Capitole).

## Patrimoine et lieux d'intérêt

### Immeuble
- no  46 : immeuble (1954, Henri Imart-Rachou)[11].

### Arbre remarquable
Le cœur de la place Anatole-France est occupé par un platane. Il aurait été planté en 1793.